# Trichodesma physaloides
Trichodesma physaloides är en strävbladig växtart som först beskrevs av Fenzl., och fick sitt nu gällande namn av A. Dc. Trichodesma physaloides ingår i släktet Trichodesma och familjen strävbladiga växter. Inga underarter finns listade i Catalogue of Life.